# Onno Joost Sickinghe
Jhr. Onno II Joost Sickinghe (Groningen, 30 juli 1782 - Winschoten, 15 februari 1845) was een Nederlands jonkheer, provinciaal politicus, belastinginspecteur en rechter. Hij was een van de oprichters van het Koninklijk Natuur- en Scheikundig Gezelschap te Groningen. Hij werd in navolging van zijn vader Pieter Rembt Sickinghe (1742-1821) in 1815 benoemd in de Ridderschap der Provincie Groningen.

## Biografie
Sickinghe, telg uit de adellijke regentenfamilie Sickinghe, werd in 1782 geboren als zoon van jhr. mr. Pieter Rembt Sickinghe (1743-1821) en Anna Josina Petronella Alberda. Op zondag 4 augustus 1782 werd hij gedoopt in de Martinikerk te Groningen. Zijn grootvader was Feijo Sickinghe (1718-1748), majoor der cavalerie en commandant van de vesting Langakkerschans.   
Onno Joost studeerde rechten aan de Rijksuniversiteit van Groningen, waar hij op 15 juni 1805 promoveerde. Zijn proefschrift droeg als titel: ''Quid in testamenti - factione, Romanorum imprimis, sit a natura, quid veniat ex constituto''.   
Op 14 mei 1814 huwde hij met jkvr. Veronica Petronella van Orsoy (1780-1846). Uit dit huwelijk kwam een zoon voort; jhr. Pieter Feijo Onno Sickinghe (1824-1885), luitenant-kolonel der infanterie en page van koning Willem II.  
Sickinghe was lid van de Nederlandse Hervormde Kerk (Nederduitsche Gereformeerde Gemeente) in Groningen. Hij was ouderling en lid van het College van Kerkvoogden. Hij was daarnaast als vrijmetselaar lid van de loge L'Union Provinciale; in 1810 werd hem de meestersgraad toegekend. 
Sickinghe woonde in de laatste fase van zijn leven in een herenhuis aan de Langestraat in Winschoten.  

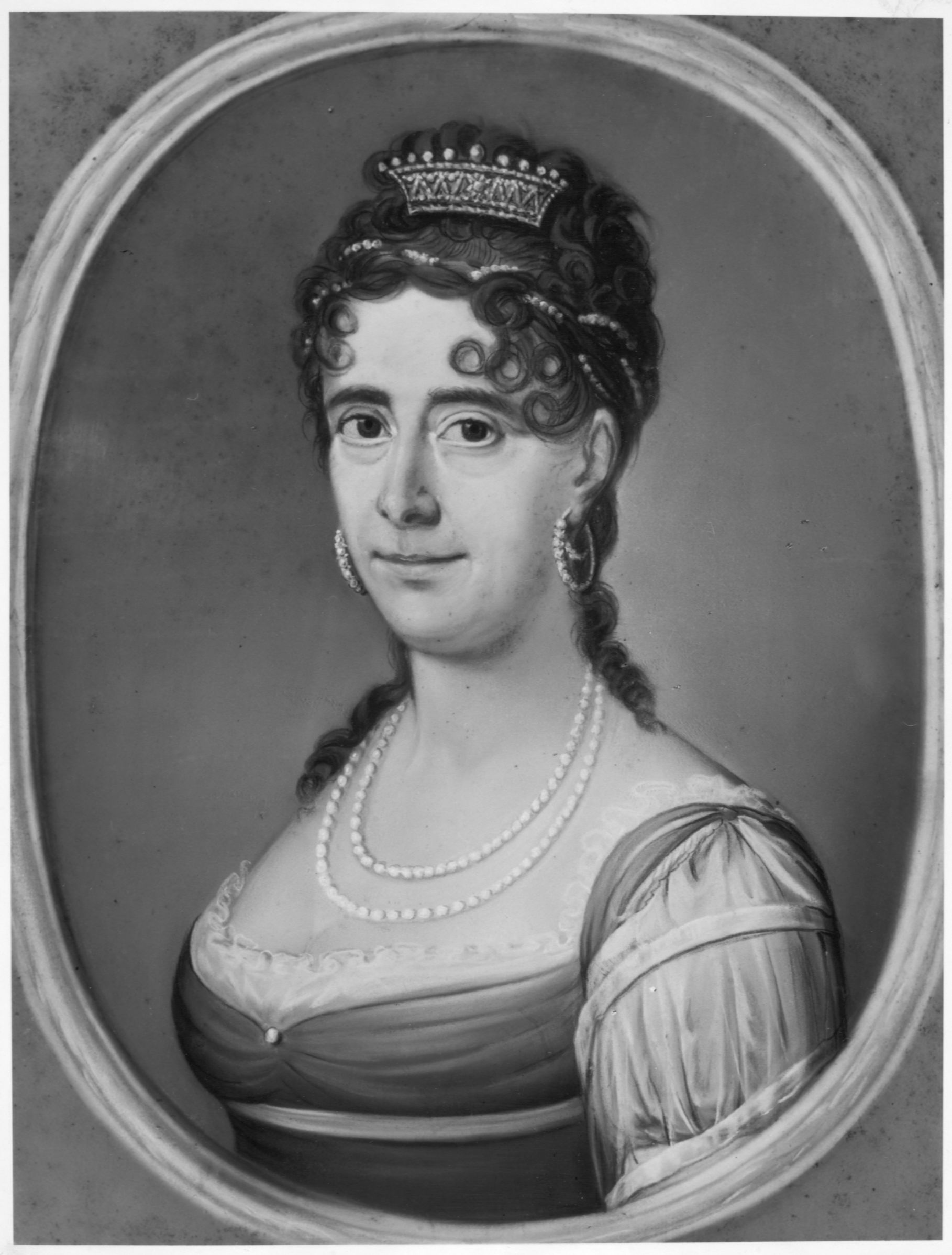
Portret van de vrouw van Onno, Veronica Petronella van Orsoy (1780-1846)

## Werk
Sickinghe verzocht in 1805 om admissie als advocaat. Op 17 maart 1806 ontving hij zijn patent en werd hij bij het Provinciaal Gerechtshof, de Departementale raad van Finantie, de Stads-Regering, de Drosten van het Gorecht, Fivelingo en het Westerkwartier als advocaat aangezworen. Dit bleef hij tot 1807.

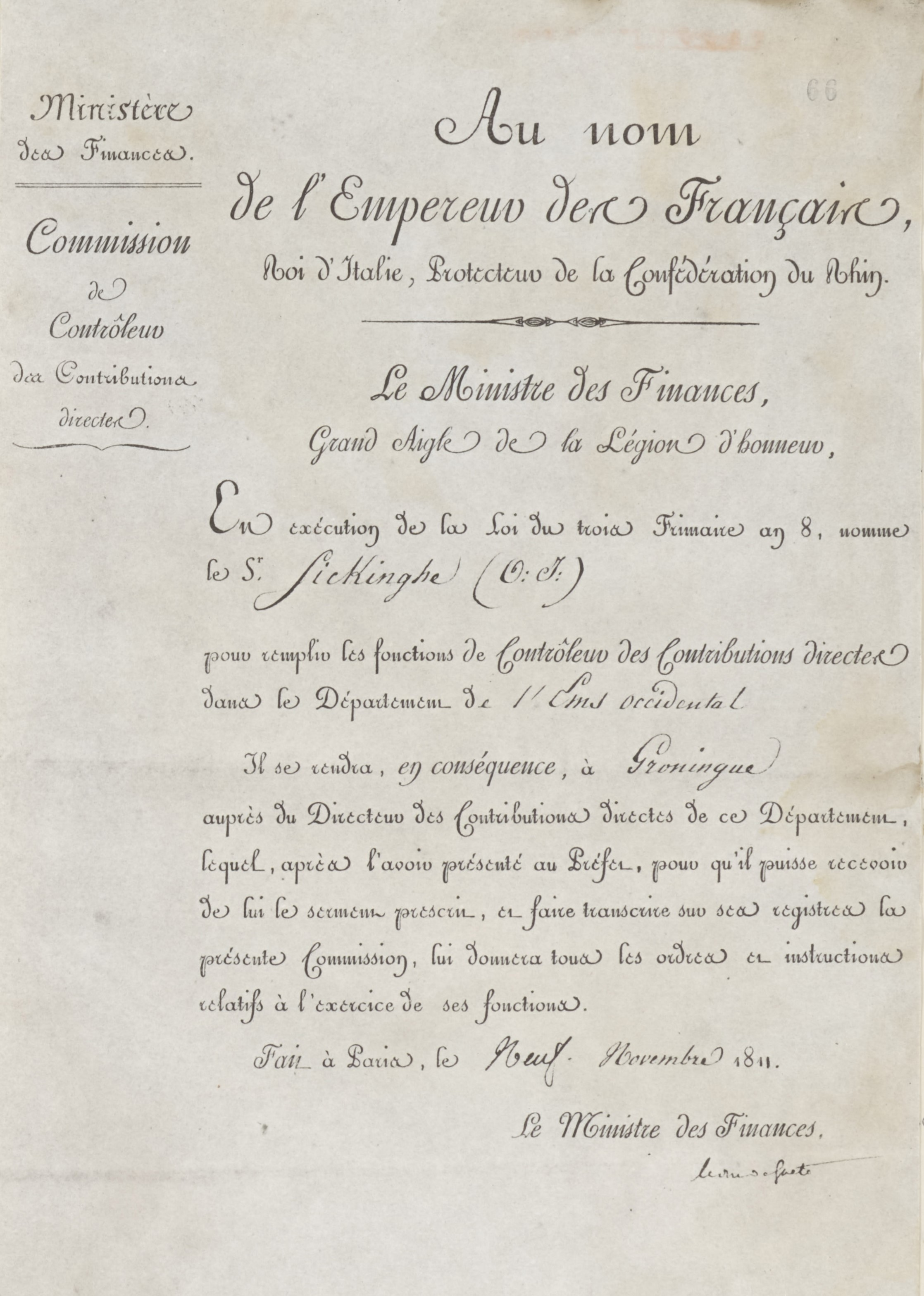
De benoeming van Onno Joost Sickinghe tot Controleur der Directe Belastingen in het Département l'Ems Occidental door de Franse Minister van Financiën op 9 november 1811

Op 5 januari 1807 werd hij secretaris bij het college van der Kluft te Groningen. Op 2 juni 1807 werd hij aangesteld als Controleur der veenderijen in de Provinciën Groningen en Drenthe. 
In 1808 was Onno Joost Sickinghe lid en bestuurder van de Maatschappij tot Nut van 't Algemeen. De afdeling Groningen telde 255 leden. Sickinghe was een van de vier bestuurders van deze afdeling. Zijn functie was die van secretaris van communicatie.
Sickinghe werd op 9 november 1811 benoemd tot Controleur van de Directe belastingen in het Département l'Ems Occidental (dept. Wester-Eems). De acte van deze benoeming werd in naam van de Keizer der Fransen Napoleon Bonaparte door de Franse Minister van Financiën; Martin Michel Charles Gaudin van Gaëte (1756-1841) te Pavia ondertekend. 
Op 31 december 1813 volgde de benoeming tot inspecteur der Indirecte belastingen in het Arrondissement Groningen. Sickinghe bleef in deze functie tot 1818.  
In 1815 ontving hij zijn adelsbrief en werd Onno Joost Sickinghe benoemd in de Ridderschap der Provincie Groningen. Zijn vader mr. Pieter Rembt Sickinghe was in 1814 tot de adelstand verheven. Onno Joost bleef tot aan zijn overlijden lid van de Ridderschap.  
In 1818 werd hij benoemd als lid van de Provinciale Staten van Groningen (op 1 juni 1826 herbenoemd) en in 1824 tot ontvanger der Directe belastingen en accijnzen te Bedum. 
Op 5 oktober 1829 werd hij lid van de Raad van Groningen. Nadien werkte Sickinghe als rechter in de Arrondissementsrechtbank te Winschoten.

## Koninklijk Natuur- en Scheikundig Gezelschap
Op 28 februari 1801 richtte hij samen met Theodorus van Swinderen (1784-1851), de broers Warmolt en Johannes Tonckens, Jan Gerard Woldringh en Sibrandus Stratingh (1785-1841) het Natuur- en Scheikundig Genootschap te Groningen op. Onno Joost en Warmolt waren met 19 jaar de oudste van de oprichters. De colleges natuurkunde van Jacob Baart de la Faille I (1757-1823) en de colleges scheikunde van Petrus Driessen hadden de jongelui enthousiast gemaakt om zelf te gaan experimenteren. 
Het eerste instrument waarover de vrienden (en hun net opgerichte genootschap) beschikten was een elektriseermachine, die van Theodurus’ (half)broer Oncko van Swinderen (1775-1850) was geweest. Volgens Theodorus Van Swinderen zelf ging hij al snel aan de slag om met Sibrand en Onno Joost Sickinghe allerlei chemische preparaten te maken en fysische proeven te doen. De eerste jaren was het vooral een club van jonge onderzoekers die besloten bijeenkomsten hielden waar ze proeven deden en over wetenschap discussieerden. Het aantal “werkende leden” steeg een paar jaar na oprichting al tot 10 en bovendien werden er ook nog contribuerende leden geworven, die de jongelui vooral financieel steunden.  Zo was de vader van Onno Joost, Pieter Rembt Sickinghe (1743-1821), een contribuerend lid. Gaandeweg veranderde het karakter van het genootschap in een meer open club, met openbare lezingen over nieuwe ontwikkelingen in de wetenschap en cursussen over basisvakken uit de natuurwetenschappen. Ook veel studenten werden lid van het genootschap. In het jaarverslag (gaande over de periode 1 maart 1808 tot en februari 1809) valt te lezen dat Sickinghe in die periode een lezing over de 'Lichtenberg figuren' gaf.
Vijfentwintig jaar na de oprichting van het gezelschap waren de 6 oprichters nog steeds goed met elkaar bevriend.
Uiteindelijk kende het gezelschap naast de zes oprichters (dirigerende leden) vele Honoraire- en Contribuerende Leden. In 1829 telde het gezelschap 112 leden. Bijna twee derde daarvan was student. Sinds het 175-jarig bestaan in 1976 is het Genootschap gerechtigd tot het voeren van het predicaat “Koninklijk”. Het Koninklijk Natuurkundig Genootschap (KNG) bestaat nog steeds en telde anno 2023 zeker 650 leden.

### Proef met een luchtballon
Op 16 juni 1804 werd er door de leden van het Natuur- en Scheikundig Genootschap te Groningen, te midden van vele aanzienlijke personen, net buiten de stad, een luchtballon opgelaten. De luchtballon (destijds luchtbol genaamd) bestond uit brandbare lucht, zink en door water verdund vitrioolzuur (zwavelzuur). De luchtballon had een langwerpige, onregelmatige vorm. Aan het uiteinde zat een blauw lint waaraan een adres was vastgehecht. Hierop stond: Die dezen luchtbol, opgelaten te Groningen den 16 juni 1804, terug brengt, bij den Heer Pieter Rembt Sickinghe aan 't grote Kerkhof te Groningen, of bij de Heer Tonckens te Westervelde in Assen te Drenthe, zal een daalder tot vererig hebben. De vinder kreeg slechts een daalder als beloning omdat men niet verwachtte dat de luchtballon ver zou komen. Toch duurde het nog zeker 8 maanden voor de ballon weer terecht was. 
Op 17 juni, een dag na het oplaten, zag een boerin ten zuiden van Halle vroeg in de morgen iets wat volgens haar op een dood schaap leek. Dichterbij gekomen bleek het geen schaap maar kwam het voorwerp haar onbekend voor. Wel merkte zij op dat als ze er op drukte, er lucht uitkwam. Aan de ballon zat nog steeds het lint met daarbij het adres. De uiteindelijke bezitter, professor Gilbert genaamd, had de ballon voor 1 daalder gekocht en bewaard als 'natuurkundige merkwaardigheid'. Hij liet Sickinghe hierover berichten. Bijzonder was destijds dat de ballon in nog geen volle dag tot Halle was gevlogen. Een afstand van normaliter 112 uur werd door de ballon in 12 of zelfs minder uren afgelegd.